# یونکرس یو ۱۸۸
یونکرس یو ۱۸۸ (به آلمانی: Junkers Ju 188) یک هواگرد بمب‌افکن ساخت شرکت یونکرس در آلمان بود که اواخر جنگ جهانی دوم در لوفت‌وافه خدمت کرد.

## طراحی
یونکرس یو ۱۸۸ از هواگرد یو ۸۸ توسعه یافت. ویژگی بارز ظاهری یو ۱۸۸ دماغه بزرگ شیشه‌ای و نوک تیز بال‌های طولانی آن بود.

## مدل‌ها
- یو ۱۸۸آ: نخستین مدل عملیاتی - تاخیر در ورود به خدمت به جهت در دسترس نبودن موتور یومو ۲۱۳آ[۱]
- یو ۱۸۸دی: هواگرد شناسایی مسلح[۱]
- یو ۱۸۸ایی-۱: نخستین نسخه عمده - بمب‌افکن - ورود به خط تولید در سال ۱۹۴۱ و خدمت عملیاتی از سال ۱۹۴۲[۱]
- یو ۱۸۸اف: هواگرد شناسایی[۱]
- یو ۱۸۸گه: بمب‌افکن - تعداد اندک[۱]
- یو ۱۸۸اس: بمب‌افکن پر سرعت برد بلند[۱]

یونکرس یو ۳۸۸ بر پای یو ۱۸۸ توسعه یافت و قرار بود هواگرد چند منظوره باشد اما تنها شناسایی آن پیش از پایان جنگ تولید شد.

## مشخصات فنی
یو ۱۸۸ایی-۱:
مشخصات عمومی
- خدمه: ۴ نفر
- طول: ۱۵.۰۶ متر
- طول بال: ۲۲ متر
- ارتفاع: ۴٫۴۶ متر
- وزن بارگذاری‌شده: ۱۴٬۵۷۰ کیلوگرم

- نیرومحرکه: ۲ × موتور شعاعی ب‌ام‌و ۸۰۱ام‌ال: هر یک ۱٬۶۰۰ اسب بخار

عملکرد
- حداکثر سرعت: ۵۰۰ کیلومتر بر ساعت در ۶٬۰۰۰ متری
- سقف پرواز: ۹٬۳۰۰ متر
- برد: ۲٬۴۸۰ کیلومتر

تسلیحات
- ۱ × توپ خودکار ۲۰ میلی‌متری در جایگاه دماغه
- ۲ × مسلسل ۱۳ میلی‌متری یک قبضه در برجک سقف و یک قبضه در پشت اتاقک
- ۱ × مسلسل ۷.۹۲ میلی‌متری دو لول در اتاقک زیر دماغه
- ۳٬۰۰۰ کیلوگرم بمب